# バーチャルアイドル
バーチャルアイドル（英語: virtual idol）は、実在しない架空のアイドルのこと。広義としては美少女キャラクター全般を指す場合もある。
仮想アイドルとも呼ばれ、特に姿形にコンピュータグラフィックス (CG) を用いているものについては、CGアイドル、バーチャル・リアリティ・アイドル（VRアイドル）などと呼ばれたこともある。

## 概要
バーチャルアイドルは、絵、アニメーション、コンピュータグラフィックスなど、さまざまな手段で形作られ、インターネットを含む仮想的な場や、時には現実の場においても、アイドル（アイドル歌手やグラビアアイドルなど）のように活動を行う、またアイドルのように扱われるキャラクターである。
もともとは和製英語で、バーチャルアイドルという言葉が使われるようになったのは1990年代から。同時期はバーチャルリアリティという概念が一般に知られるようになったころであり、英語"virtual"の大元の意味「実質的に同じ、効果としては同じ」さらにそこから派生した「コンピューターを用いて現実に実体のあるものの本質的な部分を仮想的に構築した」とは異なり、日本では「バーチャル」=「架空の」と理解され、実在しないアイドル、アニメやゲームに登場する美少女キャラクターを意味する造語としてバーチャルアイドルという言葉が用いられるようになった。
出自は物語の登場人物であったり、クリエイターとファンが自由にキャラクターとその活動を形作っていく参加型のものであったり、一般的なアイドルやタレントと同様にキャラクターがプロデュースを受けてメディア活動するものなどに大別される。人格まですべて架空ではなく、実在する人物がキャラクターのアバターで耳目を集める活動をするのもバーチャルアイドルの一形態になっている。
1990年代に、アニメやゲームに登場する架空の美少女が次々とアイドル化していき、1996年には芸能事務所による3DCGを使用したバーチャルアイドルも登場、1990年代末から2000年代初頭にかけてはパーソナルコンピュータの高性能化や、インターネットの普及に伴い、一般の個々人が3DCGアプリケーションソフトウェアを用いてバーチャルアイドルを作り上げようという動きも見られた。2000年代には、ネットアイドルの仮想版であるバーチャルネットアイドルも誕生する。2005年にはアイドルグループのプロデュースをシミュレーションするアーケードゲーム『THE IDOLM@STER』が発表され、流行した。2007年には、バーチャルアイドル歌手をプロデュースするというコンセプトで歌声合成ソフト『キャラクター・ボーカル・シリーズ01 初音ミク』が登場し、そのキャラクターである「初音ミク」は世界的な人気を博している。2017年下半期から2018年上半期にかけて、「Kizuna AI」をはじめとし、YouTubeを中心に活動するバーチャルYouTuberと呼ばれるバーチャルアイドル達が人気を得始めた。
バーチャルアイドルは、生身の人間の限界を超えて、歌や動画、写真集など、さまざまな展開が可能なものの、受け入れられるには同人の二次創作などの受け手の自由な活動を許容するなど、押し付けがましくないことが必要である。また、一方通行の媒体よりも、操作する余地の格段に広いゲームのような双方向の媒体の方が、バーチャルアイドルとのより自由で濃密な交流が可能である分、優位とされる。

## 歴史

### 前史
バーチャルアイドルという言葉が注目されるようになる以前に生まれたキャラクターでも、アニメ『超時空要塞マクロス』（1982年 - ）のヒロイン「リン・ミンメイ」や、ラジオ番組『伊集院光のオールナイトニッポン』から生まれた「芳賀ゆい」などが、代表的なバーチャルアイドルとして挙げられる。
リン・ミンメイはアニメ『超時空要塞マクロス』に登場する架空のアイドル歌手だが、作中で使用されている歌が一般のアイドル歌謡として販売され、オリコンチャート入りした。他にも作中に登場するキャラクター商品「歩くミンメイ人形」が実際に発売されたり、ミンメイがDJを担当するラジオ番組という設定のLPレコードがリリースされるなど、後のバーチャルアイドルの活動や展開を先取りするような様相であった。
芳賀ゆいは、1989年11月、伊集院光がラジオ番組で発した「『歯がゆい』という名前のアイドルがいたら面白い」という発言に端を発し、リスナーたちの投稿によって基本設定や目撃情報を構築していき、理想のアイドル像を作り上げたものである。現実での活動は翌1990年から歌担当、写真媒体担当、握手会の手の担当など複数の女性が分担して行った。その方法論や実践は、その後のバーチャルアイドルにも影響を与えている。
また、SF作品には作内でバーチャルアイドルを描いていると評されたものあり、そうしたものとしてはウィリアム・ギブスンの小説『あいどる』（原題: Idoru、1996年）などに登場する「投影麗」、アニメ『メガゾーン23』（1985年）に登場する「時祭イヴ」や『マクロスプラス』（1994年 - 1995年）に登場する「シャロン・アップル」などが挙げられる。
一方で、単に美少女キャラクターを指す意味でのバーチャル・アイドルの流れを作っていったものとして、日本のパソコンにおける美少女ゲームの存在が大きい。

### 登場
1993年2月、コナミがコンピューターゲーム『ツインビー』シリーズのヒロイン、「ウインビー」をバーチャルアイドルとして育てようという企画「ウインビー国民的アイドル化計画」を開始。ファンクラブを組織し、会報誌を発行、ラジオ出演やオリジナルアルバム発売など、さまざまな活動を行なった。1994年11月10日にはバーチャルアイドル専門誌『Virtual IDOL』も創刊された。また、1994年にはコナミが恋愛シミュレーションゲーム『ときめきメモリアル』を発売。メインヒロイン藤崎詩織らがバーチャルアイドルとして大きな人気を呼び、バーチャルアイドルという言葉が世の中に浸透し始めた。
1990年代は、「アイドル冬の時代」と呼ばれる、それまでのアイドルのあり方が否定的に捉えられる時代であったが、そのような中で、徐々に声優がアイドル化し、彼女らがバーチャルアイドルにおける唯一の実在の部分であったため、キャラクターの人気と相まって支持を増やしていった。中には声優の麻績村まゆ子のように、実体を持たないバーチャルアイドル声優として登場しながら、途中から実体を持つ普通のアイドル声優に路線変更したという事例もある。
2000年代には、アニメ『ナースウィッチ小麦ちゃんマジカルて』の作中アイドル中原小麦が、全く架空のコンサートを収録した「ライブアルバム」を発売した。

### バーチャルアイドル育成ゲーム
1984年発売の『Emmy』が、最初期の美少女育成ゲームとして挙げられる。1991年の『プリンセスメーカー』を経て、1992年の『卒業 〜Graduation〜』のキャラクターは歌、ドラマCDなどを数多く出し、更に同じシステムの1993年の『誕生 〜Debut〜』では、直接アイドルの育成を扱った。
2005年にはアイドルのプロデュースと、さらにそれを3Dで観賞できるアーケードゲーム『THE IDOLM@STER』が登場し、大きな流行となっている。

### CGによるバーチャルアイドル
1986年発売の『Shade』に参考例として同梱されていた加藤直之作の「沈黙の美女」が3DのCGアイドルの源流として指摘される。1996年にホリプロが3DCGによる伊達杏子を大々的に登場させたものの不評に終わったが、1998年には漫画家のくつぎけんいちがインターネットでテライユキを発表し、二次使用を促したこともあって流行となった。そのころまで、重い負荷のため、専用に設計されたコンピュータで生成されていた3Dのコンピュータグラフィックスが、性能の向上とともに徐々にパソコン上で作成できるようになっており、インターネット上で個人制作のバーチャルアイドルが多数発表され、1999年には写実的な描写の飛飛が発表されて人気となった。
2011年、AKB48の新人として登場した江口愛実が、他のAKBメンバーを元に合成したCGであったのが明かされて批判を浴びるという出来事があったが、これは一見しただけでは実在のアイドルと区別が付かないほど精巧なものであった。
バーチャルYouTuber
VTuber。一般的に、モーションキャプチャを利用しながら3DCGまたは2DCGによって作られている。手軽にバーチャルYouTuberになれるスマートフォンアプリも存在する。
バーチャルYouTuberの活動は次第に細分化しており、ジャンル毎にバーチャルシンガー（VSinger）やバーチャルライバーなど様々な呼称があるが、以下ではバーチャルアイドルと称している個人・ユニット中心に記述する。
バーチャルアイドルは年々活動の場を拡げている。世界初のVRタレント芸能事務所である岩本町芸能社が2017年に設立され、バーチャルアイドル鈴木あんずと白藤環がデビューした。2018年、バーチャルアイドルユニットえのぐが結成され、翌2019年には世界最大級の女性アイドルフェスであるTOKYO IDOL FESTIVALに、バーチャルタレントとして初めての出演を果たした。
2020年には、オンライン開催になったTOKYO IDOL FESTIVALに「バーチャルTIF」が新設され、Rinoちゃん（指原莉乃）をチェアマン、ホロライブ所属のときのそらをメインMCとして、複数のVTuber・バーチャルアイドルが出演するようになった。
また2020年からは、バーチャルアイドルONLINEライブフェス「Life Like a Live！（えるすりー）」も開催されており、第1回は総勢20組67名のバーチャルアイドル（にじさんじやホロライブのメンバーのほか、まりなす、GEMS COMPANY、えのぐ、Palette Project、ReVdol!、アイドル部、あにまーれ、VALISらに加え、温泉むすめのキャラクターなど）が出演した。
2022年6月、にじさんじを運営するANYCOLOR株式会社が東京証券取引所グロース市場に上場し、2023年3月にはプライム市場に市場変更した。またホロライブプロダクションを運営するカバー株式会社も2023年3月、東京証券取引所グロース市場に上場するなど、バーチャルアイドルを含む、バーチャルタレント市場全体が拡大を続けている。

### AIグラビアアイドル
技術進歩によりAI生成により描かれるグラビアアイドルが2023年頃より現れ、俗にAIグラビアアイドル、AIグラドルと呼ばれる。
2023年5月29日、集英社がAI生成したグラビアアイドル「さつきあい」を集英社『プレイボーイ』に掲載し、デジタル写真集『生まれたて。』発売。検討が不充分だったとして6月7日販売終了。同年6月にはグラビアアイドルを名乗る“AIインフルエンサー”神宮寺藍がTikTokerとして話題となった。
同年の電子書籍サービス「キンドル」の売り上げランキングでは、タレント写真集部門やアダルト部門で、実写アイドルの写真集より個人作成と思われるAI生成のコンテンツが上回るようになった。

### DTMソフトのバーチャルアイドル
DTMソフトウェアから生まれたバーチャルアイドルとして、「キャラクター・ボーカル・シリーズ」の第1弾として2007年8月31日に登場した『初音ミク』がある。このDTMソフトウェアは、声優の藤田咲の音声データーベースを元に、使用者が歌詞とパラメーターとしてのMIDI楽曲データを指定し、これをDTMソフトが解析してキャラクター初音ミクが「歌を歌う」というもので、DTMソフトとしては異例の販売数となった。
ニコニコ動画のような動画投稿サイトで、DTMソフトウェアとして初音ミクを用いた、またバーチャルアイドルとしての初音ミクを描いた動画が大量に投稿され、その人気は新聞やテレビ番組などのメディアで特集が組まれたり、社会現象として経済界などからも注目を集めた。また、歌手として市販ソフトのイメージソングを単独で歌い、実在の音楽家と協業し、スクリーン上のアニメーションや3Dホログラフィによるライブを国内のみならず海外でもたびたび展開して、世界規模で話題を呼んだ。

### バーチャルアナウンサー
アイドルとは異なるものの音声ソフトと合わせたバーチャルアナウンサー（AIアナウンサー）も2010年代後半に登場。2018年11月には国際インターネット会議で中国の“リアルすぎるアナウンサー”が発表され、日本でも2017年8月、共同通信デジタルとソニーの共同でバーチャルアナウンサーの沢村碧を開発。デジタルサイネージで活動する。2018年4月には日本テレビにアンドロイドのアオイエリカ（AOI ERICA）が入社。2019年7月、日経電子版ではAIアナウンサー・好実エリカが読み上げを担当。テレビ大阪の番組『エリカのAIニュース』にも出演する。2019年、テレビ東京では実在のアナウンサーをモチーフとした「相内ユウカ」が複数の番組を担当。2020年2月、テレビ朝日ではNTTテクノクロスの技術を使用したAI×CGアナウンサー・花里ゆいなを採用した。
2020年2月の「AIでも良いと思う職業ランキング」（東京スター銀行調べ）では、アナウンサーが販売員や銀行員を上回り1位となった。

### CGAV女優
2023年にはCGAV女優（バーチャルAV女優）がVR作品にて相次いでデビューし、2023年9月18日週FANZA動画フロアランキングでは6位に『【VR】エロバース 真性処女アイドルAVデビュー！ 紗藤られみ』（エスワン）、5位に『【VR】メタプリンセス 次元アイリ 現役美少女！ Eighteen（エイティーン） 放課後電撃デビュー！！』（メタプリ）がランクインした。
「デラべっぴんR」で連載を持つだーしょは、セリフ表現としては「アダルトアニメの延長線上の作品」、演出表現は顔近座位、天井特化など実写アダルトVRでの魅せ方を駆使しており、「現段階でアニメと実写を最大限に融合させることに成功した作品」とレビューした。
同年12月には実写の顔の部分をAI処理した木花あいが、『世界初新人AI女優 完全なる美顔 木花あい AVデビュー』（h.m.p）でデビューした。
2024年11月にはAI生成写真集とのコラボで、『【AI写真集発！】空想制服美少女 AI MODEL AV DEBUT ちっぱい編＃1～電子書籍から生まれたAI美少女、AVデビュー～』がDOCから発売され、FANZAレンタルフロアの2週連続ウィークリーランキング1位となった。木花あい、空想制服美少女はいずれもディープフェイク技術を応用した作品である。

## 関連する雑誌
- テクノポリス
- Virtual IDOL
- 電撃G's magazine
- コンプティーク - コンプH's - 娘TYPE
- メガミマガジン